# Ulysses F. Doubleday
Ulysses Freeman Doubleday (* 15. Dezember 1792 im Otsego County, New York; † 11. März 1866 in Bloomington, Illinois) war ein US-amerikanischer Politiker. Zwischen 1831 und 1833 sowie zwischen 1835 und 1837 vertrat er den Bundesstaat New York im US-Repräsentantenhaus.

## Werdegang
Ulysses Freeman Doubleday erhielt eine bescheidene Schulbildung. Er machte eine Lehre zum Drucker und ging danach dieser Beschäftigung in Cooperstown, Utica und Albany nach. Während des Britisch-Amerikanischen Krieges diente er bei Sackets Harbor. Danach gründete er den Saratoga Courier in Ballston Spa. Er zog nach Auburn, wo er zwischen 1819 und 1839 den Cayuga Patriot herausgab. Politisch gehörte er der Jacksonian-Fraktion an. Bei den Kongresswahlen des Jahres 1830 für den 22. Kongress wurde Doubleday im 24. Wahlbezirk von New York in das US-Repräsentantenhaus in Washington, D.C. gewählt, wo er am 4. März 1831 die Nachfolge von Gershom Powers antrat. Er schied nach dem 3. März 1833 aus dem Kongress aus. 1834 ernannte man ihn zum Inspektor im Auburn Gefängnis. Er kandidierte 1834 für den 24. Kongress. Nach einer erfolgreichen Wahl trat er am 4. März 1835 die Nachfolge von Rowland Day an. Er schied dann nach dem 3. März 1837 aus dem Kongress aus. Zwischen 1837 und 1846 war er in Scipio in der Landwirtschaft tätig. Er zog dann nach New York City, wo er zwischen 1846 und 1860 kaufmännischen Geschäften nachging. Die Folgezeit war vom Bürgerkrieg überschattet. Er verstarb am 11. März 1866 in Bloomington und wurde dann auf dem Bloomington Township Old City Cemetery beigesetzt.